# Östadkulle
Östadkulle est une localité de la commune de Vårgårda dans le comté de Västra Götaland en Suède.
Sa population était de 412 habitants en 2019.